# Chất chống đông

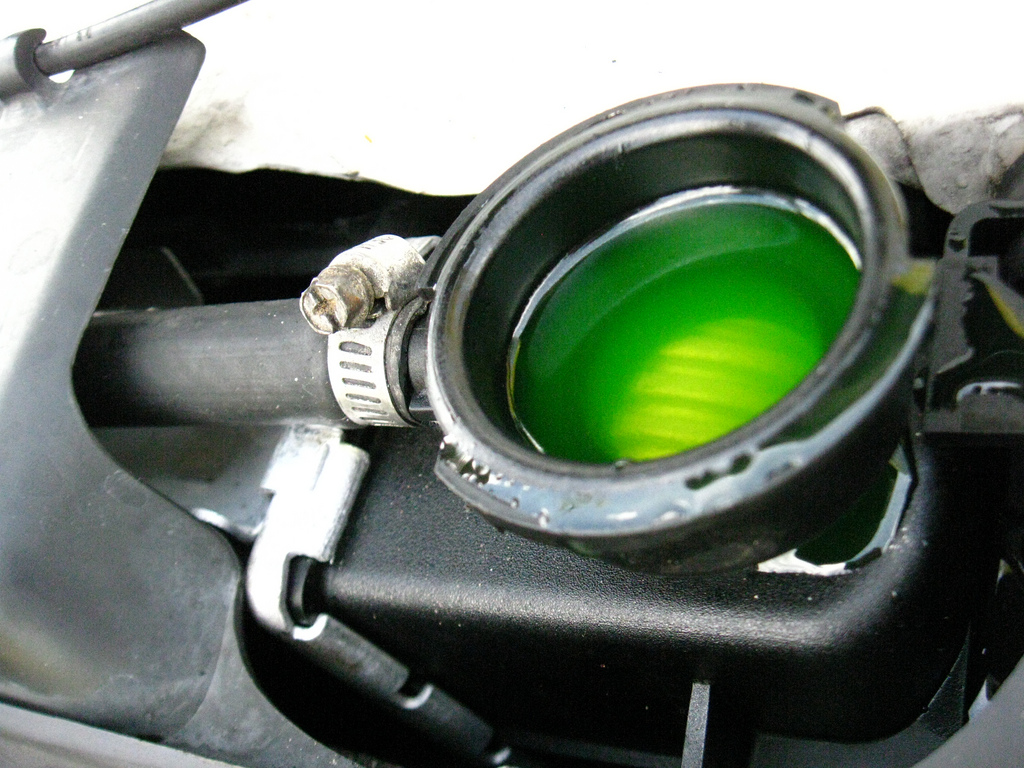
Chất chống đông trong bộ phận làm mát động cơ xe hơi

Chất chống đông là một chất (ví dụ glycerin, ethylene glycol, ethanol) làm giảm điểm đông đặc của một chất khác (ví dụ nước). Hiệu quả chống đông phụ thuộc vào chất được sử dụng và nồng độ.
Chất chống đông được biết đến nhiều trong việc sử dụng cho các hệ thống làm mát động cơ hoặc cho các hệ thống rửa cửa kiếng của xe hơi. Thông thường, các sản phẩm cô đặc được bán, trộn với nước với tỷ lệ pha trộn cố định (với nhiều chất chống đông hơn, dung dịch vẫn còn lỏng trong điều kiện nhiệt độ hạ thấp hơn).
Chất chống đông lạnh chất lượng cao cho động cơ xe hơi, ngoài glycol, một lượng nhỏ chất phụ gia khác cũng được thêm vào. Các chất này cũng giúp chống gỉ, quá nóng và có tính chất bôi trơn bảo vệ toàn bộ hệ thống làm mát. Một thương hiệu nổi tiếng trong số các sản phẩm bảo vệ làm mát là Glysantin, một thương hiệu của hãng BASF được chế ra vào năm 1929.
Muôí hóa học cũng thường được dùng để chống đông, hoặc để phá băng, nhưng dung dịch muối không được dùng trong hệ thống làm mát bởi vì nó có thể gây ăn mòn nghiêm trọng cho kim loại. Vì vậy, chất chống đông không ăn mòn hay được dùng trong việc chống đóng băng nghiêm trọng như cho cánh máy bay.

## Sinh học
Chất chống đông từ Protein cũng được sản sinh bởi sinh vật (ví dụ sói biển), đặc biệt là các loài ở vùng khí hậu Bắc Cực. Nếu không có những chất này, chúng sẽ có nguy cơ là dịch cơ thể của chúng có thể đóng thành băng, sẽ làm thủng các màng tế bào.